# Platypalpus euneurus
Platypalpus euneurus är en tvåvingeart som beskrevs av Yang 1989. Platypalpus euneurus ingår i släktet Platypalpus och familjen puckeldansflugor. Inga underarter finns listade i Catalogue of Life.